# Aulis (prénom)
Pour les articles homonymes, voir Aulis.
Cette page présente le prénom Aulis ainsi que ses variantes.
Aulis est un prénom masculin finnois pouvant désigner :

## Prénom
- Aulis Akonniemi (en) (né en 1958), athlète finlandais en lancer du poids
- Aulis Kallakorpi (1929-2005), sauteur à ski finlandais
- Aulis Koponen (en) (1906-1978), joueur finlandais de football
- Aulis Rytkönen (1929-2014), joueur finlandais de football
- Aulis Sallinen (né en 1935), compositeur finlandais